# Gospodari svemira (mini stripovi)
Gospodari svemira, multimedijalna franšiza američke tvrtke Mattel, koja između ostalog sadržava i mini stripove koji su bili pakirani uz originalne akcijske figure koje su se prodavale 1980-ih godina i postigle izniman uspjeh na američkom i međunarodnom tržištu. Poslije golemog uspjeha franšize koja je bila dodatno medijski eksponirana Filmationovom animiranom serijom He-Man i Gospodari svemira (1983. - 1985.) izdano je još nekoliko valova akcijskih figura s pratećim mini stripovima, a po završetku animiranog serijala pokrenut je spin-off She-Ra: Princeza moći (1985. - 1987.) koji je također poslužio za oglašavanje akcijskih figura s mini stripovima koji nisu u potpunosti pratili radnju Filmationova spin-offa.
Krajem 1980-ih opala je popularnost Gospodara svemira, te je ugašena linija igračka. Ubrzo je tvrtka Mattel odlučila oživjeti zamrlu franšizu te je izdala novu liniju igračaka koja je bila smještena u drugačiji prostorni okvir i s drugim likovima. Jedina poveznica s originalnom linijom igračaka i animiranom serijom bili su likova He-Mana, Skeletora i Čarobnice, uz cameo sudjelovanje kralja Randora i kraljice Marlene u prvoj sezoni animirane serije Nove pustolovine He-Mana (1989. - 1992.) te fizički prilično drugačije Teele u jednoj kasnijoj epizodi.
Slijedeća serija mini stripova počela se izdavati 2011. godine uz akcijske figure linije Gospodari svemira Classics. Mini stripovi je isprva producirao izdavač Dark Horse Comics (do 2012.), nakon čega je izradu i objavu mini stripova unutar Classics linije igračaka preuzeo DC Comics (do 2015.).

## Mini stripoviGospodara svemiraiz 1980-ih

### Originalna serija (1981.)
- He-Man and the Power Sword
- King of Castle Grayskull
- Battle in the Clouds
- The Vengeance of Skeletor!

### Druga serija (1982.)
- He-Man Meets Ram-Man!
- The Ordeal of Man-E-Faces!
- The Terror of Tri-Klops!
- The Menace of Trap Jaw!
- The Magic Stealer!
- The Power of… Point Dread!
- The Tale of Teela!

### Treća serija (1983.)
- Dragon's Gift
- Masks of Power
- Secret Liquid of Life!
- He-Man and the Insect People
- Double-Edged Sword
- Temple of Darkness!
- Slave City!
- Siege of Avion
- Clash of Arms

### Četvrta serija (1984.)
- The Obelisk
- Skeletor's Dragon
- Battle of Roboto
- Hordak - The Ruthless Leader's Revenge!
- Spikor Strikes
- Stench of Evil!
- Mantenna and the Menace of the Evil Horde!
- Grizzlor: The Legend Comes Alive!
- Leech - The Master of Power Suction Unleashed!

### Peta serija (1985.)
- Treachery of Modulok!
- Flying Fists of Power!
- Terror Claws Strike!
- Rock People to the Rescue!
- King of the Snake Men
- Between a Rock and a Hard Place!
- Warrior Machine!
- Fastest Draw in the Universe!
- Snake Attack!
- Eye of the Storm
- Menace of Multi-Bot!
- The Hordes of Hordak
- Escape From the Slime Pit!

### Šesta serija (1986. - 1987.)
- Ultimate Battleground!
- Search for Keldor
- Revenge of the Snake Men!
- Enter… Buzz-Saw Hordak!
- Powers of Grayskull: The Legend Begins!
- Energy Zoids
- Cosmic Key

## Mini stripoviShe-Ra: Princeza moćiiz 1980-ih

### Prva serija (1984.)
- The Story of She-Ra
- Journey to Mizar
- The Hidden Symbols Mystery
- Disappearing Treasures
- Adventure of the Blue Diamond

### Druga serija (1985.)
- Across the Crystal Light Barrier
- A Fishy Business
- A Most Unpleasant Present
- A Born Champion

### Treća serija (1986.)
- Don't Rain on my Parade
- Where Hope has Gone
- Fantastic Fashions

## Mini stripoviNove pustolovine He-Mana

### 1989.
- The New Adventure
- Skeletor's Journey
- Battle for the Crystal
- The Revenge of Skeletor

## Vanjske poveznice
- He-Man i Gospodari svemira kolekcija mini stripovi - readcomiconline.li (engl.)